# Fritz Toepffer

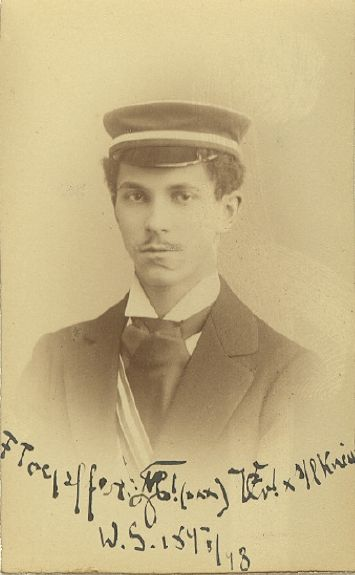
Friedrich Toepffer

Fritz Toepffer (* 8. Januar 1878 in Stettin; † 21. Juli 1969 in Garmisch-Partenkirchen) war ein deutscher Richter.

## Leben
Fritz Toepffer entstammte der Stettiner Unternehmerfamilie Toepffer (Albert Eduard Toepffer). Er studierte Rechtswissenschaften an der Schlesischen Friedrich-Wilhelms-Universität und wurde im Wintersemester 1896 im Corps Marcomannia Breslau aktiv. Im Jahr 1987 trat er auch dem Corps Vandalia Berlin bei. 1903 übernahm er die Leitung des oKC des Kösener Senioren-Convents-Verbandes. Nach dem Zweiten Examen („ausreichend“) arbeitete er als Assessor im Familienunternehmen mit Sitz in Toepffers Park bei Stettin. Während des Ersten Weltkrieges diente er als Reserveoffizier und erreichte den Rang eines Rittmeisters. Er wurde mit dem Eisernen Kreuz II. und I. Klasse ausgezeichnet. In der Zeit der Weimarer Republik wurde er zum Landgerichtsdirektor beim Landgericht Stettin ernannt. Im Dezember 1925 wurde er zum Mitglied der Reichsdisziplinarkammer in Leipzig berufen.
In der Zeit des Nationalsozialismus meldeten ihn seine beiden Corps 1933/34 in der „Arierumfrage“ des KSCV/VAC als „nichtarisch versippt“. Bei der Reichsdisziplinarkammer wurde er 1937 wegen seiner „nichtarischen Ehe“ abgesetzt. Im Jahr 1945 wurde er gemäß Artikel 132 der Verfassung des Landes Mecklenburg vom Landtag in das Oberlandesgericht Schwerin gewählt, wo er Vorsitzender zweier Senate und Mitglied der Prüfungskommission für Referendare und Assessoren war. Toepffer war Mitglied der Kommunistischen Partei Deutschlands und der Vereinigung der Verfolgten des Naziregimes. Als die Oberlandesgerichte in der Deutschen Demokratischen Republik aufgehoben wurden, trat Toepffer 1952 im Alter von 74 Jahren in den Ruhestand. Am 22. Juni 1961 zog er mit seiner Frau nach Garmisch-Partenkirchen.